# 塔比拉蘭機場
塔比拉蘭機場（英語：Tagbilaran Airport）是一座位於菲律賓保和島塔比拉蘭市的機場，其主要民航業務為菲律賓國內航線。該機場於2018年11月27日晚間關閉，所有航班營運遷往保和-邦勞國際機場。

## 航空公司與目的地
| 航空公司                            | 目的地 |
| ----------------------------------- | ------ |
| 菲律賓航空 （由菲航快線營運）（2P） | 馬尼拉 |
| 宿霧太平洋航空（5J）                | 馬尼拉 |
| 菲律賓亞洲航空（Z2）                | 馬尼拉 |